# Détente (Band)
Détente war eine US-amerikanische Speed- und Thrash-Metal-Band aus Los Angeles, Kalifornien, die im Jahr 1984 gegründet, 1989 aufgelöst, 2008 neu gegründet und 2010 wieder aufgelöst wurde.

## Geschichte
Ende der 1970er-Jahre lernten sich Dennis Butler, Fred Rascon und Rick Hartwell auf der El Cajon Valley High School in San Diego kennen. Butler und Rascon lebten Tür an Tür. Gitarrist Rascon gab Butler Unterricht im Spiel des Basses, während Butler wiederum ihm das Motorradfahren beibrachte. Etwas später traf Dennis Butler die Sängerin Dawn Crosby und einen Freund von ihr den Gitarristen Eric. Zusammen gründeten sie die Band Majesty. Zusammen spielten sie an Wochenenden auf Partys größtenteils Coverversionen von Black Sabbath, Led Zeppelin und Ramones. Anfang 1980 stieg Rascon bei der Band aus, um sich der Schule zu widmen. Dawn war in einer Band namens First Attack in London und danach Mitte 1983 zusammen mit Butler in der Band. Im Jahr 1984 trennte sich diese Band wieder und die beiden gründeten die Band Détente. Jim Tutone spielte dabei die E-Gitarre und Rob Farr den Bass.
Im April nahm die Band ihr erstes Demo auf. Obwohl die Lieder von Gitarrist Jim Tutone stammten, war auf dem Demo bereits Fred Rascon an seiner Stelle zu hören, da er zusammen mit Rob Farr die Band verlassen hatte. Rascon verließ ebenfalls die Band kurze Zeit später. Dennis Butler und Dawn Crosby besetzten die Band komplett neu, sodass neben ihnen nun die Gitarristen Caleb Quinn und Ross Robinson und Bassist Steve Hochheiser in der Band waren.
Danach folgten einige Auftritte sowie die Aufnahmen zum nächsten Demo. Dadurch erreichte die Band einen Vertrag bei Metal Blade Records (USA) und Roadrunner Records (Europa). Eine alternative Version des Liedes Widows Walk war auf der Kompilation Metal Massacre VII von Metal Blade im Jahr 1986 enthalten.
Die Band spielte einige Auftritte in der San Francisco Bay Area, bis es schließlich zu einer physischen Auseinandersetzung mit Megadeth und Dark Angel kam, wodurch die Band Auftrittsverbot erhielt. Danach begann die Band mit den Arbeiten zum Album Recognize No Authority, das von Dana Strum produziert und im Tonstudio in Los Angeles im Tonstudio Baby O’s aufgenommen wurde. Zur selben Zeit heirateten außerdem Dawn Crosby und Dennis Butler.
Nach einem Auftritt im Country Club in Reseda entschied sich die Band für eine Pause. Butler hatte einen Arbeitsunfall mit einer Art Säure, wobei ein größerer Teil seines Körpers verätzt wurde. Dawn ging auf eine Tour durch Europa. Hochheiser und Robinson gründeten die Band Catalepsy. Als neue Mitglieder kamen dann Gitarrist Greg Cekalovich, Bassist George Robb (ex-Agent Steel) und Gitarrist Michael Carlino zur Band. Im März 1987 spielte die Band ein Konzert in San Francisco, wobei Cekalovich an diesem Konzert nicht teilnehmen konnte, da er durch einen Konflikt mit dem Gesetz verhindert war. Dieser verließ mit Robb kurze Zeit später wieder die Band. Die Band entschied sich daraufhin mit nur einem Gitarristen fortzufahren. Blair Darby, ein Freund von Gitarrist Carlino, kam als neuer Bassist zur Band.
Im Jahr 1987 nahm die Band ein weiteres Demo auf. Jedoch war das Label mit der Leistung der Band nicht zufrieden, sodass das Label den Vertrag beendete. Danach arbeitete die Band an einem weiteren Demo, das im Jahr 1989 veröffentlicht werden sollte. Bei den Arbeiten zur Demo, kam es zu Streitigkeiten zwischen Michael Carlino und Dawn Crosby. Schlagzeuger Dennis Butler spielte sein letztes Konzert in Los Angeles und wurde danach durch Rob „Wacko“ Hunter (ex-Raven) ersetzt. Außerdem ließ sich Butler von Crosby wieder scheiden.
Mit dieser Besetzung nahm die Band im Jahr 1989 im Pyramid Sound Studio in Ithaca, New York, unter der Leitung von Alex Perialis das Demo auf. Anstelle von Bassist Blair Darby war Gitarrist Michael Carlino auf seinem Posten vertreten. Die Band erreichte einen Vertrag mit Warner Music Group. Rob Hunter verließ die Band und wurde durch Eric Alpert ersetzt. Da es bereits eine Band mt dem Namen Dètente gab, nannte sich die Band in Fear of God um.
Im Jahr 2010 veröffentlichte die Band über Cognitive Records mit Decline ein weiteres Album.

## Stil
Der Band wird eine wichtige Rolle in der Entwicklung des Thrash Metal in den 1980er-Jahren zugeschrieben, wobei sie mit Znöwhite, Sentinel Beast und Ice Age verglichen wird.

## Diskografie
- First Demo (Demo, 1984, Eigenveröffentlichung)
- Shattered Illusions (Demo, 1985, Eigenveröffentlichung)
- Rehearsal '85 (Demo, 1985, Eigenveröffentlichung)
- Recognize No Authority (Album, 1986, Metal Blade Records (USA) / Roadrunner Records (Europa))
- Third Demo (Demo, 1987, Eigenveröffentlichung)
- Fourth Demo (Demo, 1989, Eigenveröffentlichung)
- History I (Kompilation, 2008, Cognitive Records)
- Decline (Album, 2010, Cognitive Records)